# Schwielochsee
Schwielochsee és un municipi alemany que pertany a l'estat de Brandenburg. Forma part de l'Amt Lieberose/Oberspreewald. Es troba als marges del riu Spreewald, a 50 kilòmetres de Frankfurt de l'Oder. Fou creat el 2003 de la unió dels municipis de Goyatz, Jessern, Lamsfeld-Groß Liebitz, Mochow, Ressen-Zaue i Speichrow, així com parts dels de Siegadel, Guhlen, Lamsfeld, Klein Liebitz, Groß Liebitz, Ressen i Zaue.

## Evolució demogràfica
| Any  | Població |
| ---- | -------- |
| 1875 | 2 517    |
| 1890 | 2 327    |
| 1910 | 1 985    |
| 1925 | 1 950    |
| 1933 | 1 928    |
| 1939 | 1 929    |
| 1946 | 2 790    |
| 1950 | 2 538    |
| 1964 | 1 785    |
| 1971 | 1 698    |

| Any  | Població |
| ---- | -------- |
| 1981 | 1 509    |
| 1985 | 1 491    |
| 1989 | 1 501    |
| 1990 | 1 500    |
| 1991 | 1 506    |
| 1992 | 1 548    |
| 1993 | 1 523    |
| 1994 | 1 522    |
| 1995 | 1 549    |
| 1996 | 1 572    |

| Any  | Població |
| ---- | -------- |
| 1997 | 1 588    |
| 1998 | 1 643    |
| 1999 | 1 700    |
| 2000 | 1 706    |
| 2001 | 1 741    |
| 2002 | 1 734    |
| 2003 | 1 699    |
| 2004 | 1 693    |
| 2005 | 1 702    |
| 2006 | 1 668    |

| Any  | Població |
| ---- | -------- |
| 2007 | 1 666    |
| 2008 | 1 633    |
| 2009 | 1 628    |
| 2010 | 1 613    |
| 2011 | 1 600    |
| 2012 | 1 561    |
| 2013 | 1 556    |